# Bränselmossen-Ljusmossen-Bredmossen
Bränselmossen-Ljusmossen-Bredmossen este o arie protejată (arie specială de conservare — SAC, sit de importanță comunitară — SCI) din Suedia întinsă pe o suprafață de 50,5 ha, integral pe uscat.

## Localizare
Centrul sitului Bränselmossen-Ljusmossen-Bredmossen este situat la coordonatele 59°40′28″N 18°32′04″E / 59.6745°N 18.5345°E.

## Înființare
Situl Bränselmossen-Ljusmossen-Bredmossen a fost declarat sit de importanță comunitară în iunie 2001 pentru a proteja un număr necunoscut de specii din flora spontană și fauna sălbatică aflate în arealul zonei. Situl a fost protejat și ca arie specială de conservare în ianuarie 2014.

## Biodiversitate
Situată în ecoregiunea boreală, aria protejată conține 2 habitate naturale: Mlaștini împădurite, Mlaștini turboase de tranziție și turbării mișcătoare.
La baza desemnării sitului se află un număr nedeclarat de specii protejate.